# Echichens
Echichens ist eine politische Gemeinde im Distrikt Morges des Kantons Waadt in der Schweiz.

## Geographie
Echichens liegt auf 466 m ü. M., 2 km nördlich der Bezirkshauptstadt Morges (Luftlinie). Das Dorf erstreckt sich am Rand eines Plateaus östlich der Morges, im Waadtländer Mittelland, an aussichtsreicher Lage rund 100 m über dem Seespiegel des Genfersees.
Die Fläche des 2,6 km² grossen Gemeindegebiets umfasst einen Abschnitt des Waadtländer Mittellandes im Hinterland von Morges. Den grössten Teil des Gebietes nimmt das Hochplateau ein, das mit 495 m ü. M. auf der Höhe von Haute Pierre den höchsten Punkt von Echichens erreicht. Im Westen erstreckt sich der Gemeindeboden bis an die Mündung des Baches Baillon in die Morges. Nach Süden reicht das Gebiet bis an den Stadtrand von Morges, und im Norden über den Hügel Crêt Blanc (475 m ü. M.) bis ins Quellgebiet des Baches Arena, eines rechten Seitenbachs der Venoge. Von der Gemeindefläche entfielen 1997 20 % auf Siedlungen, 9 % auf Wald und Gehölze und 71 % auf Landwirtschaft.
Zu Echichens gehören die Weiler Joulens (469 m ü. M.) westlich des Dorfes und Le Vernay. Nachbargemeinden von Echichens sind im Norden Vullierens, im Nordnordosten Aclens, im Nordosten Romanel-sur-Morges, im Osten Bremblens, im Südosten Lonay, im Süden Morges, im Südwesten Vufflens-le-Château, im Westen Vaux-sur-Morges, im Westnordwesten Clarmont, im Nordwesten Hautemorges.

## Bevölkerung
Mit 3183 Einwohnern (Stand 31. Dezember 2023) gehört Echichens zu den kleineren Gemeinden des Kantons Waadt. Von den Bewohnern sind 89,1 % französischsprachig, 3,9 % deutschsprachig und 2,0 % portugiesischsprachig (Stand 2000). Die Bevölkerungszahl von Echichens belief sich 1850 auf 300 Einwohner, 1900 auf 358 Einwohner. Seit 1960 (471 Einwohner) wurde eine rasche Bevölkerungszunahme mit einer Verdoppelung der Einwohnerzahl innerhalb von 40 Jahren verzeichnet.

## Wirtschaft
Echichens war bis in Mitte des 20. Jahrhunderts ein vorwiegend durch die Landwirtschaft geprägtes Dorf. Heute hat der Ackerbau nur noch eine untergeordnete Bedeutung in der Erwerbsstruktur der Bevölkerung. An den Süd- und Südosthängen des Plateaus gibt es grössere Weinbaugebiete. Weitere Arbeitsplätze sind im lokalen Kleingewerbe und vor allem im Dienstleistungssektor vorhanden. Seit 1828 ist in Echichens die Pestalozzi-Schule (Ecole Pestalozzi) ansässig. Im Weiteren besitzt Echichens ein Alters- und Pflegeheim und ein Heim für Verhaltensgeschädigte (Cité radieuse). In den letzten Jahrzehnten hat sich das Dorf dank seiner attraktiven Lage zu einer Wohngemeinde entwickelt. Viele Erwerbstätige sind deshalb Wegpendler, die vor allem in Morges und Lausanne arbeiten.

## Verkehr
Die Gemeinde ist verkehrstechnisch gut erschlossen. Sie liegt an der Kantonsstrasse von Morges nach Cottens. Die Autobahnanschlüsse Morges-Ouest und Morges-Est an der 1964 eröffneten A1 (Genf-Lausanne) sind rund 2 km vom Ort entfernt. Durch den Postautokurs, der von Morges nach Cossonay verkehrt, ist Echichens an das Netz des öffentlichen Verkehrs angebunden.

## Geschichte
Überreste einer römischen Villa bei Joulens zeugen von einer frühen Besiedlung des Gemeindegebietes. Die erste urkundliche Erwähnung des Ortes erfolgte 1131 unter dem Namen Chichens. Später erschienen die Bezeichnungen Echichen (1177), Eschichens (1213), Eschicheins und Eschichins (1238). Der Ortsname geht vermutlich auf den burgundischen Personennamen Kiko zurück und bedeutet bei den Leuten des Kiko.
Seit dem Mittelalter hatten das Lausanner Domkapitel und die Abtei Lac de Joux (L’Abbaye) reichen Grundbesitz in Echichens. Die Herrschaft Echichens unterstand den Herren von Cossonay, wurde im 14. Jahrhundert in mehrere Lehen unterteilt und kam 1777 durch Kauf an die Stadt Morges. Mit der Eroberung der Waadt durch Bern im Jahr 1536 kam Echichens unter die Verwaltung der Vogtei Morges. Nach dem Zusammenbruch des Ancien Régime gehörte das Dorf von 1798 bis 1803 während der Helvetik zum Kanton Léman, der anschliessend mit der Inkraftsetzung der Mediationsverfassung im Kanton Waadt aufging. 1798 wurde es dem Bezirk Morges zugeteilt.
Mit Wirkung auf den 1. Juli 2011 fusionierten die ehemals selbständigen Gemeinden Colombier, Monnaz und Saint-Saphorin-sur-Morges mit Echichens, welches auch der Name der neuen Fusionsgemeinde ist.

## Sehenswürdigkeiten
Die heutige Pfarrkirche wurde 1894 erbaut und besitzt eine reichverzierte Apsis. Die 1173 erwähnte Mutterkirche des Gebietes befand sich im Weiler Joulens (an der Stelle des heutigen Friedhofs) und diente bis zur Reformation auch den Bewohnern von Morges als Pfarrkirche. Das Schloss von Echichens mit zwei Türmen wurde im 18. Jahrhundert errichtet und beherbergt heute im Wirtschaftsteil die Gemeindeverwaltung.

## Persönlichkeiten
- René Mercet (1898–1961), Fussballschiedsrichter